# Fagocytoza

Proces fagocytozy

Przebieg fagocytozy
a. nibynóżki obejmują patogen, powstaje fagosom
b. połączenie fagosomu z lizosomem
c. produkty trawienia są usuwane (lub przyswajane)
1. patogeny
2. fagosom
3. lizosomy
4. produkty trawienia
5. cytoplazma
6. błona komórkowa

Fagocytoza (gr. phagein – jeść, kytos – komórka) – rodzaj endocytozy, spotykany u komórek i organizmów jednokomórkowych. Polega na pobieraniu ze środowiska pokarmów stałych, odizolowaniu od cytozolu, poprzez utworzenie wodniczki pokarmowej (lub innego tworu o podobnym przeznaczeniu, np. heterofagocyty), i trawieniu z udziałem lizosomów. W tym procesie nie następuje utrata błony komórkowej. Ewentualne niestrawione resztki są usuwane przez włączenie się wodniczki z powrotem w błonę komórkową (jest to egzocytoza). Fagocytoza jest powszechnym zjawiskiem u pierwotniaków, ale występuje też u organizmów wielokomórkowych: makrofagi człowieka niszczą codziennie miliardy starych erytrocytów. Fagocytoza jest skuteczną metodą obrony przed organizmami chorobotwórczymi, stanowiąc ważny element odporności nieswoistej. Zjawisko fagocytozy odkrył w 1882 roku Ilja Miecznikow.
| Komórki układu fagocytującego | Komórki układu fagocytującego | Komórki układu fagocytującego | Komórki układu fagocytującego | Komórki układu fagocytującego | Komórki układu fagocytującego |
| ----------------------------- | ----------------------------- | ----------------------------- | ----------------------------- | ----------------------------- | ----------------------------- |
| Neutrofil                     | Eozynofil                     | Bazofil                       | Monocyty                      | Makrofag                      | Komórka dendrytyczna          |
|                               |                               |                               |                               |                               |                               |

W drodze fagocytozy komórka pochłania duże cząstki pokarmowe np. bakterie. Fagocytozie nie towarzyszy ubytek błony komórkowej. Gdy receptory błonowe wykryją obecność cząstki pokarmowej na powierzchni błony tworzy się wgłębienie, do którego wciągana jest cząstka pokarmowa. Wgłębienie przybiera postać pęcherzyka, który oddziela się od błony i zaczyna wędrować razem z cytoplazmą. Dołączają się do niego lizosomy i przelewają swoją zawartość, czyli enzymy trawienne. Od tej pory mówi się o wodniczce pokarmowej. Cząstka pokarmu zostaje strawiona i wchłonięta do cytoplazmy, a niestrawione resztki są wyrzucane na zewnątrz, gdy wodniczka z powrotem łączy się z błoną komórkową.

## Etapy fagocytozy
1. chemotaksja
2. opsonizacja
3. adherencja
4. wchłanianie
5. trawienie